# Bourdonnay
Bourdonnay är en kommun i departementet Moselle i regionen Grand Est (tidigare regionen Lorraine) i nordöstra Frankrike. Kommunen ligger i kantonen Vic-sur-Seille som tillhör arrondissementet Château-Salins. År 2022 hade Bourdonnay 246 invånare.

## Befolkningsutveckling
Antalet invånare i kommunen Bourdonnay
| Referens: INSEE |